# 에드 블랙웰
에드 블랙웰(Ed Blackwell, 1929년 10월 10일 ~ 1992년 10월 7일)은 미국의 재즈 드럼 연주자이다. 1960년 프리 재즈 운동의 선봉에서 활약하던 콜먼 4중주단의 드럼 연주자가 되어 프리 재즈의 발전을 도왔다. 웨슬리언 대학교의 체제 음악가로 지냈으며 1993년 다운비트 명예의 전당에 봉정되었다.